# کرالووا لهوتا (ناحیه پیسک)
کرالووا لهوتا (ناحیه پیسک) (به چکی: Králova Lhota) یک منطقهٔ مسکونی در جمهوری چک است که در ناحیه پیسک واقع شده‌است. کرالووا لهوتا ۱۰٫۸۰ کیلومتر مربع مساحت و ۲۰۴ نفر جمعیت دارد و ۴۴۴ متر بالاتر از سطح دریا واقع شده‌است.